# Cosmos de Tijuana
Los Cosmos de Tijuana fue un equipo que participó en la Liga Nacional de Baloncesto Profesional con sede en Tijuana, Baja California, México.

## Historia
La organización Cosmos de Tijuana se fundó en febrero de 2005 con el nombre de Galgos de Tijuana, con el objetivo de promocionar el baloncesto profesional en la ciudad de Tijuana, la Liga Nacional de Baloncesto Profesional otorgó la franquicia el 18 de febrero de 2005, junto con la asignación de la franquicia de Soles de Mexicali, para que así el noroeste de México tuviera equipos profesionales de Baloncesto.
El 10 de marzo de 2005 se dio la presentación oficial de la organización donde se dio a conocer que se participaría con el nombre de Galgos, nombre que se escogió debido a que fue unas de las primeras atracciones turísticas de la ciudad, además de que al levantarse una encuesta telefónica la mayoría de los encuestados prefería ese nombre.
En esa presentación también se lanzó la convocatoria para el logotipo del nuevo equipo, así como los colores que se utilizarían en el retorno del baloncesto profesional a Tijuana.

### Cambio de mote
Para la Temporada 2009-2010 el equipo cambio de mote para llamarse a partir de este torneo como Cosmos de Tijuana, no obstante ser la misma franquicia de los Galgos de Tijuana.

## Jugadores

### Roster actual
El equipo en la temporada más reciente 2008-2009 tuvo en su filas a los siguientes jugadores:
```
Rommel Marentez    guardia  1.90 cm   UC DAVIS

Miguel Flores      poste    2.00 cm   PACIFIC UNIVERSITY 
Miguel Vargas      ala      1.95 cm   HOLY NAMES UNIVERSITY 
Jerome Habel
John Clark
Omar López
Anthony Esparza
John Boyd
Gabriel Sandoval
```